# Vasile Nițu
Vasile Nițu (n. 20 iunie 1950) este un fost senator român în legislatura 1990-1992 ales în județul Argeș pe listele partidului FSN și deputat în legislatura 1992-1996 ales în județul Argeș pe listele partidului PDSR. Vasile Nițu a demisioant din Camera Deputaților pe data de 22 februarie 1993 și a fost înlocuit de deputatul Vasile Stan. În legislatura 1990-1992, Vasile Nițu a fost membru în grupurile parlamentare de prietenie cu Republica Italiană și Japonia.